# 阿曼達·阿尼西莫娃
阿曼达·阿尼西莫娃（英語：Amanda Anisimova，2001年8月31日—），生於美國紐澤西州，青少年時期，曾高居ITF世界排名第二(2016年6月6日 )。為21世紀出生，首位晉級大滿貫八強與四強的女子網球選手。2019年4月，在哥倫比亞波哥大舉辦的WTA巡迴賽中，打敗來自澳洲的阿丝特拉·夏尔马（Astra Sharma），拿下生涯首座WTA級別賽事冠軍。同年6月，在法國巴黎舉辦的法國網球公開賽中，在八強賽以6:2,6:4打敗來自羅馬尼亞，當時大會的第一種子Simona Halep，晉級到四強，成為21世紀出生後首位晉級大滿貫四強的女子選手。

## 外部連結
- 阿曼達·阿尼西莫娃的国际女子网球协会官方資料（英文）
- 阿曼達·阿尼西莫娃的國際網球總會 職業／青少年 官方資料（英文）